# Burkard Polster
Burkard Polster (* 1965 in Würzburg) ist ein Mathematiker und Autor aus Würzburg. Seit 2000 lehrt er an der Monash University in Australien, wo er Professor an der dortigen school of mathematics ist. Bekannt ist er auch durch den von ihm betrieben Mathologer-Kanal auf Youtube.

## Leben und Arbeit
Polster wurde 1965 geboren und wuchs in Würzburg auf. Schon während seiner Kindheit und Jugend beschäftigte er sich dort mit Jonglieren und Mathematik. Er wurde 1993 an der Friedrich-Alexander-Universität Erlangen-Nürnberg betreut bei Karl Strambach promoviert und ist Autor mehrerer Fachbücher.
Er ist Associate Professor an der Monash University in Melbourne und dort „Director of undergraduate education“ an der School of Mathematics.
Seine Forschungsinteressen, die er auch in der Lehre und bei öffentlichen Vorträgen unter anderem auch auf Youtube vertritt, beinhalten finite und topologische Geometrie, kombinatorische Designs, Gruppentheorie und die Geschichte der Mathematik.

## Veröffentlichungen (Auswahl)
- Stetige planare Funktionen. Dissertation, Universität Erlangen-Nürnberg, 1993.
- A Geometrical Picture Book. Springer, 1998. ISBN 0-387-98437-2
- The mathematics of juggling. Springer, 2003.  ISBN 0-387-95513-5.
- Q.E.D.: Beauty in Mathematical Proof. Wooden Books, 2004. ISBN 1-904263-50-X
  - Schönheit der Mathematik. Aus dem Englischen übersetzt von Michael Schmidt. Artemis & Winkler, Mannheim, 2011.
- The Shoelace Book: A Mathematical Guide to the Best (and Worst) Ways to Lace Your Shoes. American Mathematical Society. 2006. ISBN 0-8218-3933-0.
- Eye Twisters: Ambigrams & Other Visual Puzzles to Amaze and Entertain. Constable. 2007. ISBN 978-1-4027-5798-3.
- Math Goes to the Movies. Mit Marty Ross. Johns Hopkins University Press, 2012.  ISBN 978-1-4214-0483-7. (mit Marty Ross)
- Dingo Ate My Math Book: Mathematics from Down Under. American Mathematical Society. 2017. ISBN 978-1-4704-3521-9. (mit Marty Ross)
- Putting Two and Two Together: Selections from the Mathologer Files (Miscellaneous Books, 141) . American Mathematical Society. 2022. ISBN 978-1-4704-6011-2. (mit Marty Ross)